# Scherlenheim
 Scherlenheim (en alsacià Scharle) és un municipi francès, situat a la regió del Gran Est, al departament del Baix Rin. L'any 1999 tenia 118 habitants.
Forma part del cantó de Bouxwiller, del districte de Saverne i de la Comunitat de comunes del Pays de la Zorn.

## Demografia
| 1962 | 1968 | 1975 | 1982 | 1990 | 1999 |
| ---- | ---- | ---- | ---- | ---- | ---- |
| 86   | 106  | 115  | 112  | 108  | 118  |

## Administració
| Període | Identitat           | Partit |
| ------- | ------------------- | ------ |
| 2001-   | Marie-Paule Lehmann |        |